# Dżanarbek Akajew
Dżanarbek Kubanyczowicz Akajew, kirg. Жанарбек Кубанычович Акаев; (ur. 13 grudnia 1986 w siele Kabylan-Köl w rejonie Ałaj) – kirgiski polityk.

## Życiorys

### Wykształcenie
Ukończył w 2009 dziennikarstwo na Oszyńskim Uniwersytecie Państwowym. Od 2008 do 2014 pracował w kirgiskiej redakcji Radia Wolna Europa. Od 2012 do 2013 pełnił rolę korespondenta tej stacji w Pradze. 

### Kariera polityczna
W lutym 2015 objął funkcję rzecznika prasowego prezydenta Ałmazbeka Atambajewa obejmując to stanowisko po ponad miesięcznym wakacie, kiedy 31 grudnia Kadyr Toktogulow został mianowany ambasadorem Kirgistanu w Stanach Zjednoczonych. Z funkcji tej zrezygnował w sierpniu tego samego roku, aby móc wystartować w wyborach parlamentarnych. Startując z siódmej pozycji został wybrany deputowanym z ramienia SDPK. W marcu 2017 z powodu prezentowania poglądów rozbieżnych z linią partii został z niej wykluczony zostając parlamentarzystą niezależnym. 
W lutym 2020 wraz z politologiem Sejtiekiem Kaczkynbajem oraz byłym wiceministrem ekonomii Eldarem Abakirowem założył Kirgiską Liberalno-Demokratyczną Parię. Przed wyborami parlamentarnymi w 2020 roku został liderem koalicji Dżangy djem w skład której weszło m.in.: Ata Meken oraz Ak-Szumkar. 20 maja 2020 ujawnił na forum Parlamentu nieprawidłowości w sprzedaży częstotliwości radiowych co przyczyniło się do dymisji ówczesnego premiera Abyłgazijewa. Na zjeździe partii Ata Meken odbywającym się 17 sierpnia 2020 zostało podane do publicznej wiadomości, że będzie kandydować z pierwszego miejsca koalicyjnej listy.